# Singer Motors
La Singer è stata una casa automobilistica britannica fondata nel 1905 a Coventry, in Inghilterra.
Nata nel 1875 come azienda produttrice di biciclette, dal 1901 la Singer fabbricò anche motociclette. Queste due produzioni continuarono ad essere attive fino al 1915. Nel 1905 la Singer iniziò a costruire automobili.
Nel 1956 l'azienda fu acquistata dal gruppo Rootes, che continuò a commercializzare autovetture con marchio Singer fino al 1970.
Questa azienda britannica non va confusa con l'omonima Casa automobilistica di Mont Vernon, nello stato di New York, che produsse autovetture lussuose dal 1915 al 1920. Nonostante l'omonimia, tra le due aziende non c'è nessun legame.

## Storia

### Azienda indipendente

#### La produzione di biciclette
La compagnia è stata fondata nel 1875 a Coventry, in Inghilterra, da George Singer (1847-1908) come azienda produttrice di biciclette. La Singer terminò questa attività nel 1915.

#### La produzione di motociclette
L'azienda iniziò a produrre tricicli motorizzati nel 1901, seguiti da biciclette dotate di motore. La Singer sviluppò un motore Perks-Birch a quattro tempi da 222 cm³ di cilindrata, che fu costruito dopo aver rilevato il progetto dai due originari progettisti. La caratteristica unica dei motori Perks-Birch fu che il propulsore, il serbatoio del carburante, il carburatore ed il magnete erano tutti contenuti in una ruota a raggi scomponibile in due parti. Dapprima i componenti furono posizionati in una ruota posteriore del triciclo, ed in seguito nella sua ruota anteriore. È stato probabilmente il primo motore, applicato ad una bicicletta, che aveva l'accensione a magnete.

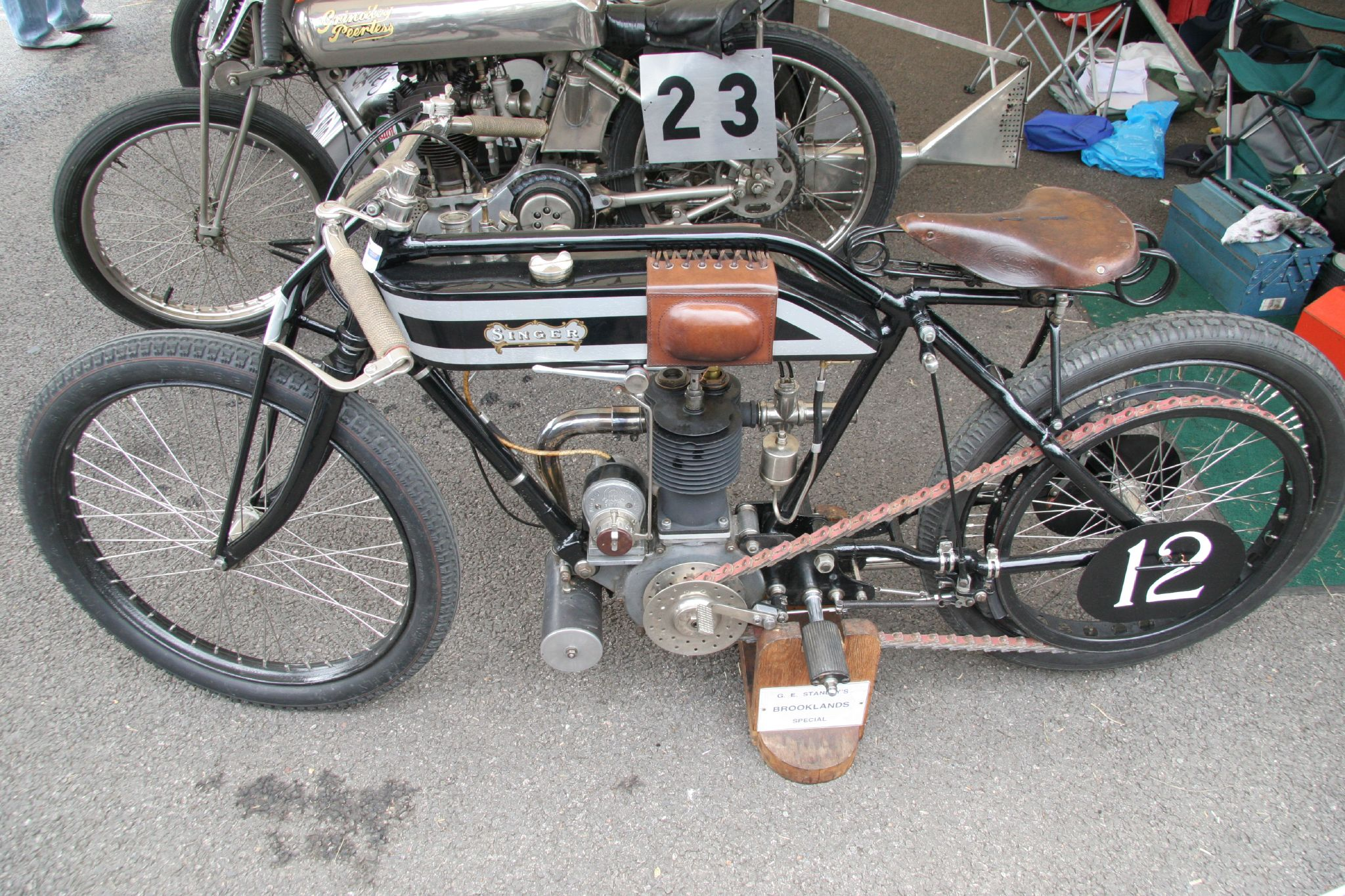
Una motocicletta Singer

Nel 1904 la Singer sviluppò una serie di motociclette più convenzionali che montavano un motore a due tempi da 346 cm³ di cilindrata e, dal 1911, dei propulsori a valvole laterali da 299 cm³ oppure da 535 cm³.
Dal 1909 la Singer iniziò a costruire motociclette per le competizioni. Tra esse, la gara più prestigiosa a cui modelli parteciparono fu la Tourist Trophy del 1914. George E. Stanley batté nel 1912 il record dell'ora a Brooklands su una Singer, diventando il primo pilota a coprire 97 km in questo lasso di tempo su una motocicletta da 350 cm³.
La Singer continuò a produrre motociclette fino alla prima guerra mondiale.

#### La produzione di automobili

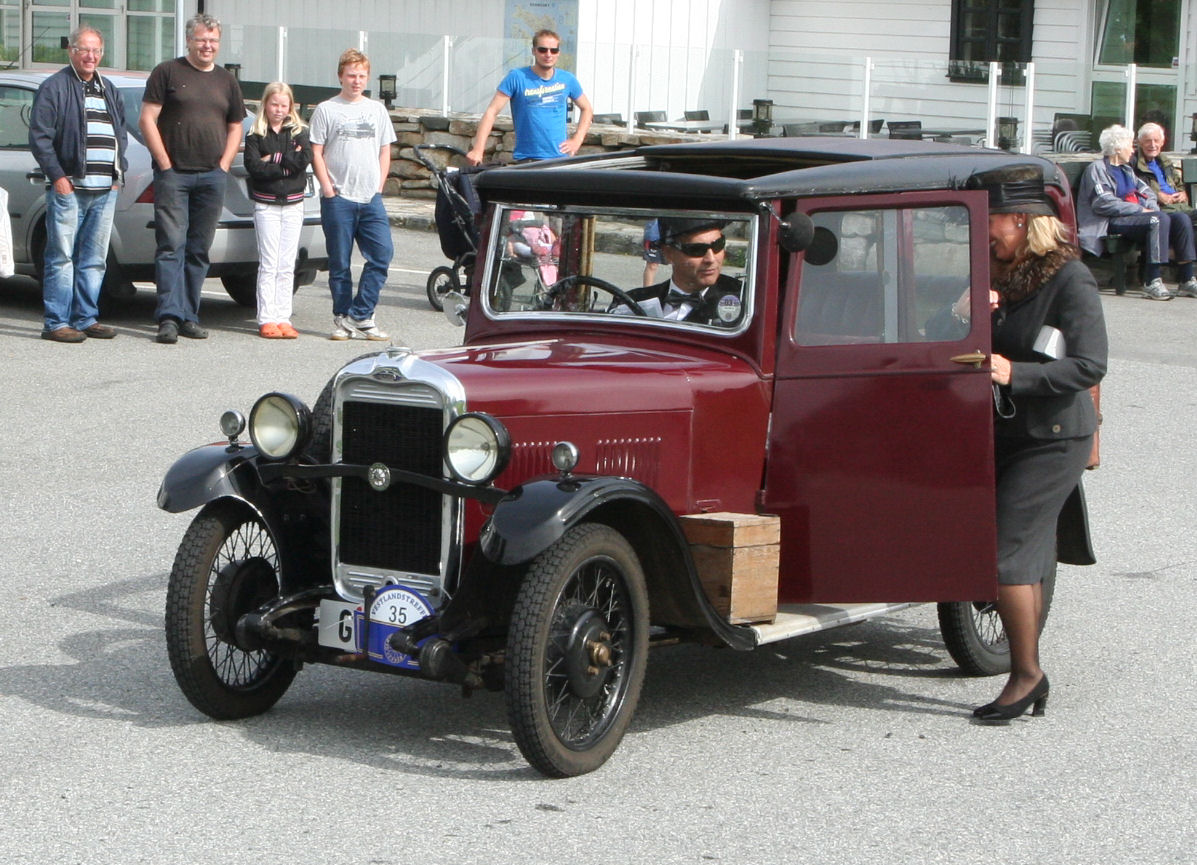
1931 Singer Junior Saloon 8 HP

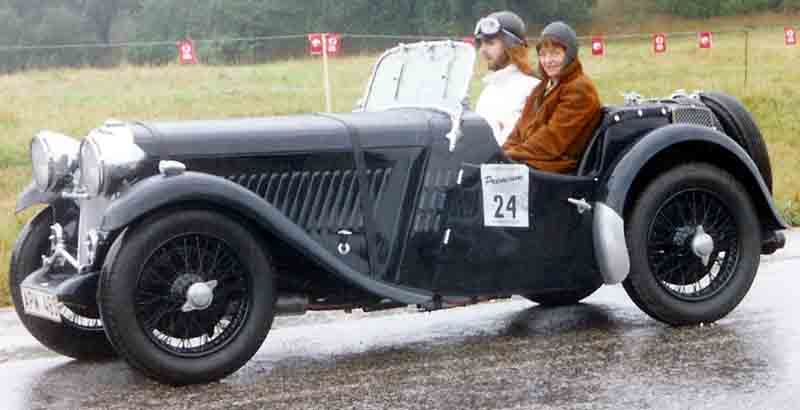
Una Singer 1½ litre del 1934

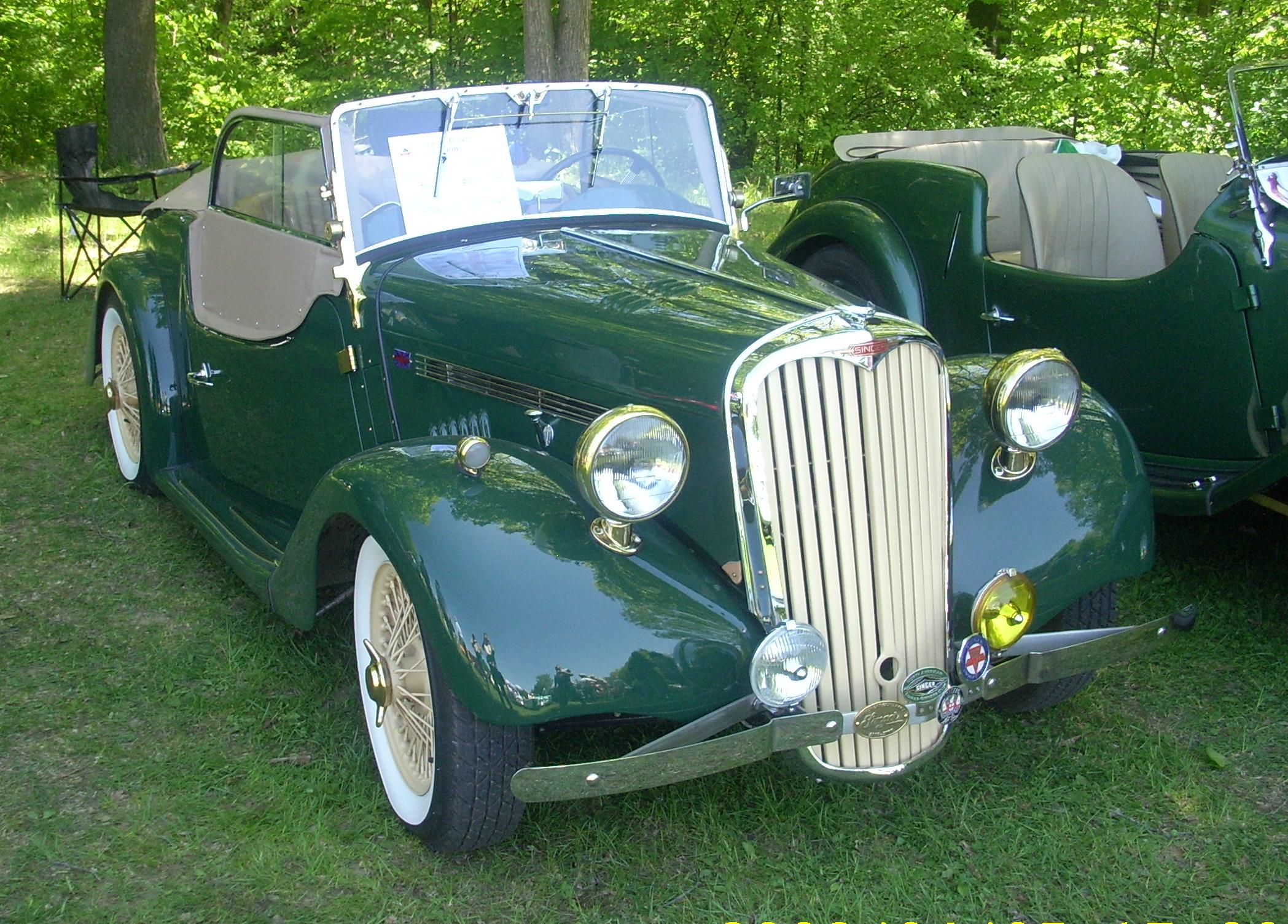
Una Singer Nine del 1948

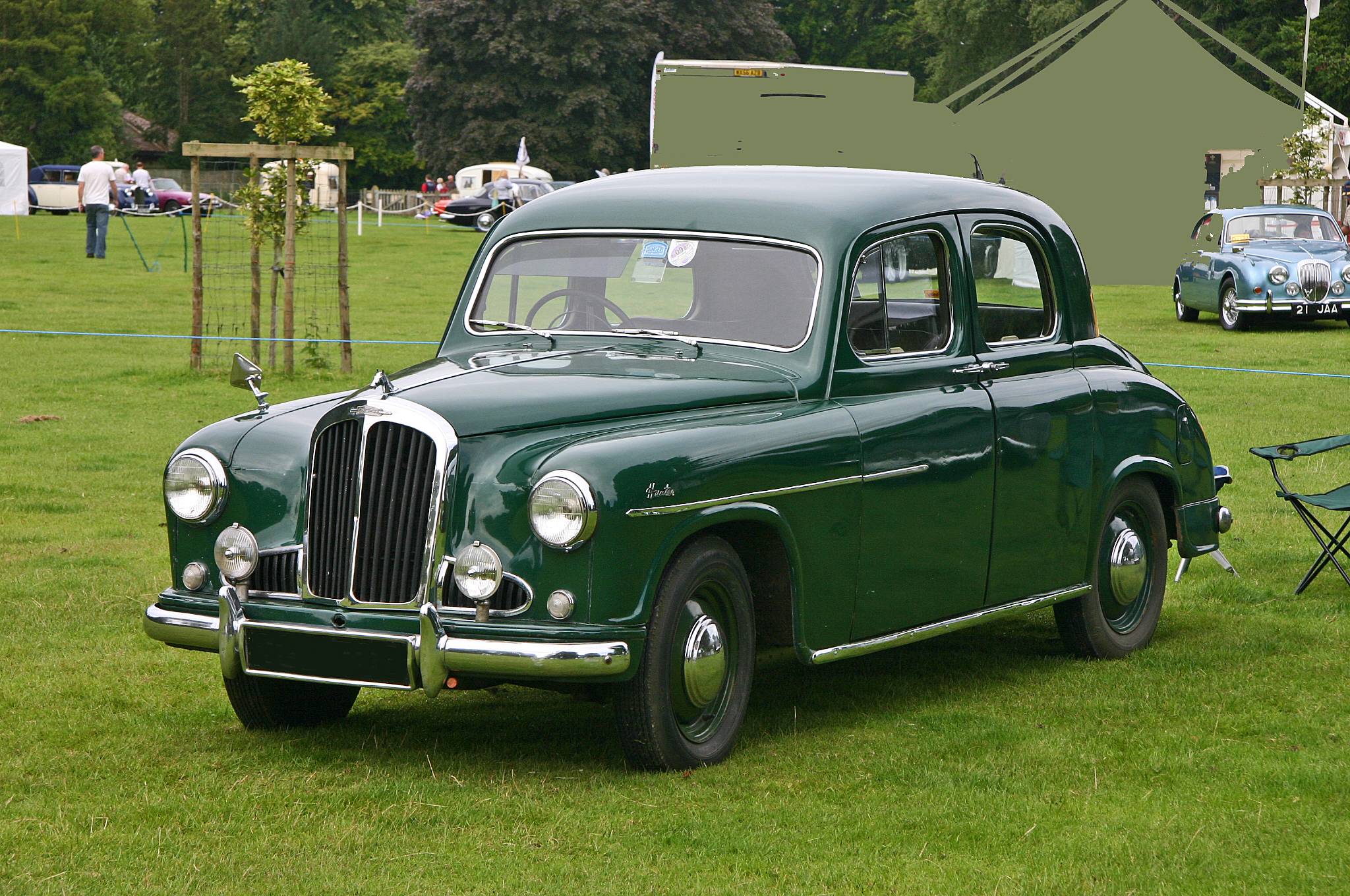
Una Singer Hunter

Nel 1905 la Singer costruì la sua prima autovettura a quattro ruote, la 10. Elaborata da Alexander Craig, fu una variante del modello progettato dallo stesso Craig per la Lea-Francis, che aveva un motore a due cilindri da 1853 cm³ oppure da 2471 cm³ di cilindrata.
La seconda autovettura Singer fu la 12/14 del 1906, che montava un motore quattro cilindri da 2,4 L, il quale venne acquistato dalla Aster. Anche questo modello si ispirava ad una Lea-Francis.
Nel 1907 la relazione tra i modelli Singer e quelli Lea-Francis venne meno. In contemporanea la Casa automobilistica di Coventry lanciò delle vetture con motore a due, tre e quattro cilindri. Questa volta i propulsori erano della White and Poppe.
La produzione dei modelli motorizzati Aster si interruppe nel 1909 con il lancio di una nuova serie di vetture. Tutti i modelli erano ora mossi da motori White and Poppe.
Nel 1912 la Singer lanciò sul mercato la prima sua automobile di successo, la Ten, che aveva installato un motore Singer da 1100 cm³ di cilindrata. L'utilizzo di motori realizzati direttamente dalla Singer si estese gradualmente a tutta la gamma. Questo processo si terminò allo scoppio della prima guerra mondiale, quando tutti i modelli erano equipaggiati con tali motori, ad eccezione della esclusiva 20 HP da 3,3 litri di cilindrata e 20 CV di potenza.
La produzione della Ten continuò anche dopo la guerra, più precisamente fino al 1923. Nel 1922 furono introdotti motori a sei cilindri. Nel 1921 la Singer acquistò una Casa automobilistica di Coventry, la Coventry Premier, e continuò a vendere vetture anche con il marchio della società neoacquisita fino al 1924.
Il motore già installato sulla Ten fu sviluppato e crebbe di cilindrata; i modelli che ne furono equipaggiati vennero ridenominati Senior.
Nel 1927 entrò in produzione la Junior, un nuovo modello leggero dotato di un motore da 850 cm³ di cilindrata con asse a camme in testa, destinato ad un grande successo di vendite.
Nel 1928 la Singer fu la terza Casa automobilistica britannica per volumi di vendita, dopo la Austin e la Morris. La gamma offerta dalla Singer si ampliò con il lancio di molti modelli utilizzando lo sviluppo del motore a valvole in testa della Junior. L'evoluzione di questo propulsore fu applicato sulla Nine (con albero motore a due supporti di banco), sulla 14/6 e sulla sportiva 1½ litre. La Nine fu ribattezzata Bantam nel 1935. Esternamente la Bantam era piuttosto simile alla Morris Eight ed aveva un albero motore a tre supporti di banco. È stata la prima Singer ad aver installato un cambio a rapporti sincronizzati, sebbene fossero presenti solamente tre marce in avanti.
Dopo la seconda guerra mondiale la Nine, la Ten e la Twelve furono inizialmente reintrodotte con piccoli cambiamenti. Nel 1948 fu annunciata la SM1500, che aveva sospensioni anteriori indipendenti ed un telaio a longheroni, oltre che un motore da 1500 cm³ di cilindrata e doppio albero a camme in testa. A causa del costo relativamente elevato, 799 sterline, non vendette molto. Il modello fu poi oggetto di un restyling nel 1954, e fu rinominato Hunter. La Hunter era disponibile con un motore a doppio albero a camme in testa progettato dalla HRG, ma del modello vennero prodotti pochi esemplari.

### L'appartenenza al gruppo Rootes

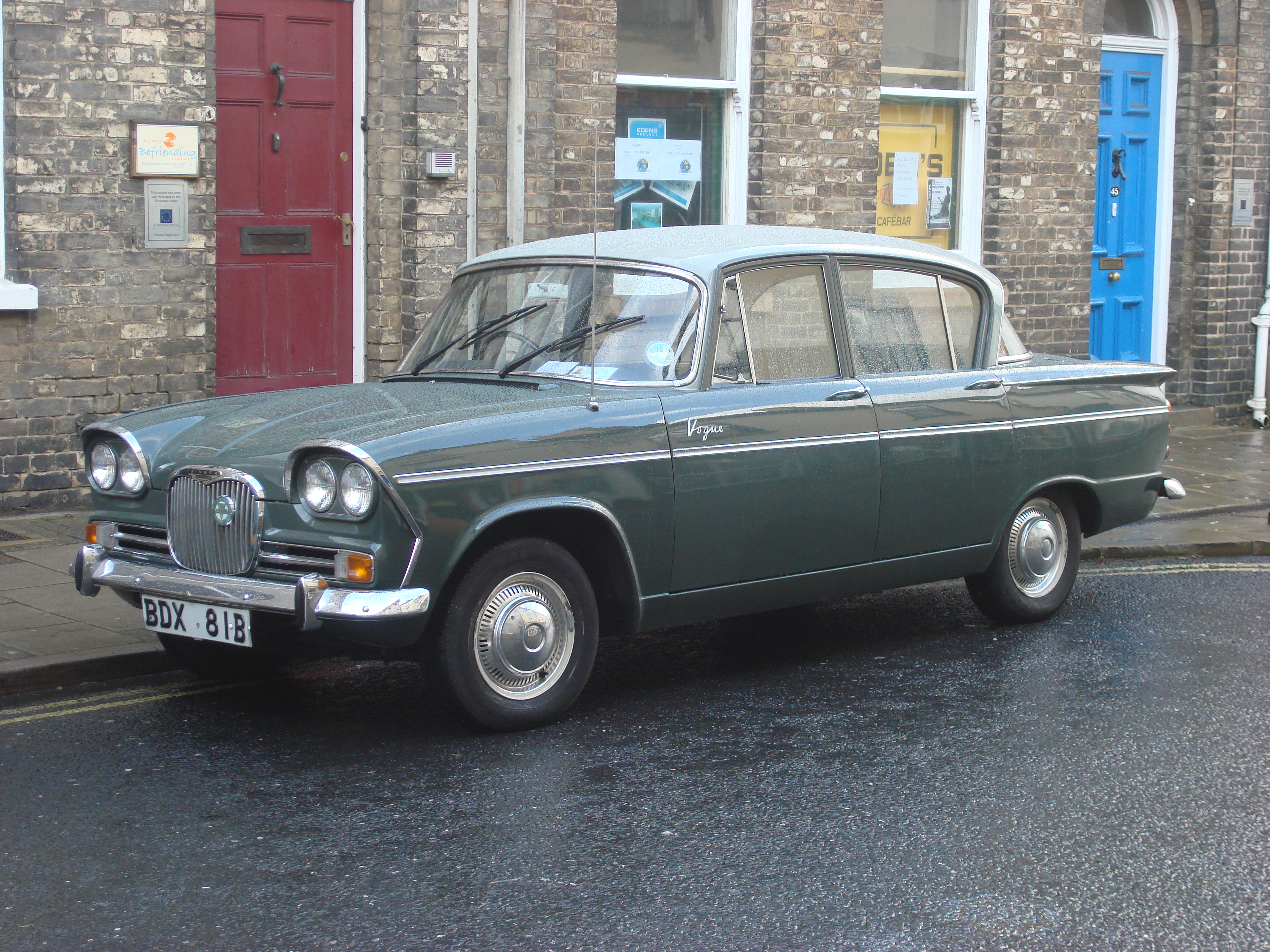
Una Singer Vogue

Nel 1956 la Singer era in difficoltà economiche ed il gruppo Rootes, che possedeva azioni della compagnia già da prima della prima guerra mondiale, acquistò l'azienda. Il gruppo Rootes commercializzava modelli applicando il badge engineering, cioè lanciando sul mercato lo stesso modello ma con marchi e nomi differenti, ed anche il marchio Singer ebbe lo stesso destino. Infatti la prima Singer che venne commercializzata dopo l'acquisizione, la Gazelle, fu una variante della Hillman Minx che mantenne il vecchio monoalbero Singer d'anteguerra per le versioni I e II. Anche questo venne sostituito nel 1958 quando la versione IIA venne equipaggiata con un motore ad asse a camme laterale. La Vogue, che venne lanciata nel 1961, era anch'essa una variante più lussuosa della Hillman Minx.
Nel 1967 il gruppo Rootes era in difficoltà economiche, e fu acquisito dal gruppo Chrysler, che soppresse alcuni marchi, tra cui la Singer. Nell'aprile del 1970, nell'ottica di una razionalizzazione dei marchi, l'ultima Singer uscì dalle catene di montaggio. L'ultimo modello che portò il nome Singer fu la Chamois, che era in sostanza una Hillman Imp più lussuosa.
Il sito dove si trovavano gli stabilimenti produttivi della Singer a Coventry è ora occupato dal Singer Hall, cioè un dormitorio per l'Università di Coventry.

## Modelli prodotti

### Modelli 1905–1916
| Modello  | Anni di produzione | Cilindri/Configurazione | Cilindrata |
| -------- | ------------------ | ----------------------- | ---------- |
| 8/10 hp  | 1905               | 2 / valvole laterali    | 1800 cm³   |
| 12/14 hp | 1906               | 2 / valvole laterali    | 2537 cm³   |
| 7/9 hp   | 1906–1910          | 2 / valvole laterali    | 905 cm³    |
| 12/14 hp | 1906–1910          | 4 / valvole laterali    | 1810 cm³   |
| 10 hp    | 1907               | 3 / valvole laterali    | 1358 cm³   |
| 12/15 hp | 1907               | 4 / valvole laterali    | 2438 cm³   |
| 20/22 hp | 1907               | 4 / valvole laterali    | 3686 cm³   |
| 20/25 hp | 1908–1910          | 4 / valvole laterali    | 3456 cm³   |
| 16 hp    | 1909               | 4 / valvole laterali    | 2497 cm³   |
| 16/20 hp | 1910               | 4 / valvole laterali    | 2799 cm³   |
| 20/25 hp | 1910               | 4 / valvole laterali    | 4714 cm³   |
| 15 hp    | 1911–1914          | 4 / valvole laterali    | 2610 cm³   |
| 20 hp    | 1911–1915          | 4 / valvole laterali    | 3307 cm³   |
| 14 hp    | 1913–1914          | 4 / valvole laterali    | 2384 cm³   |
| 25 hp    | 1913–1914          | 4 / valvole laterali    | 4082 cm³   |
| 10 hp    | 1913–1916          | 4 / valvole laterali    | 1096 cm³   |
| 15.9 hp  | 1915               | 4 / valvole laterali    | 2614 cm³   |

### Modelli 1919–1949

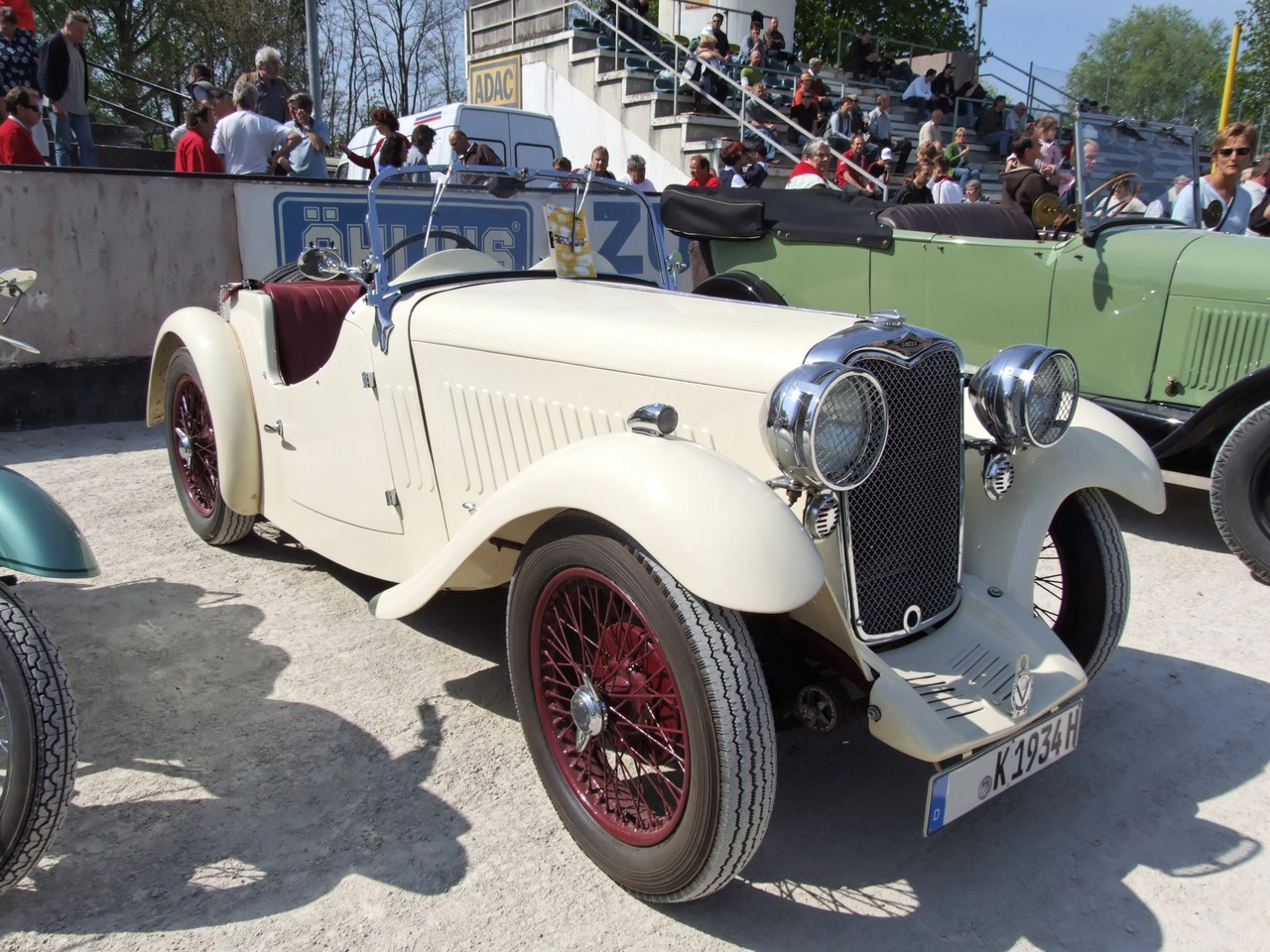
Una Singer del 1934

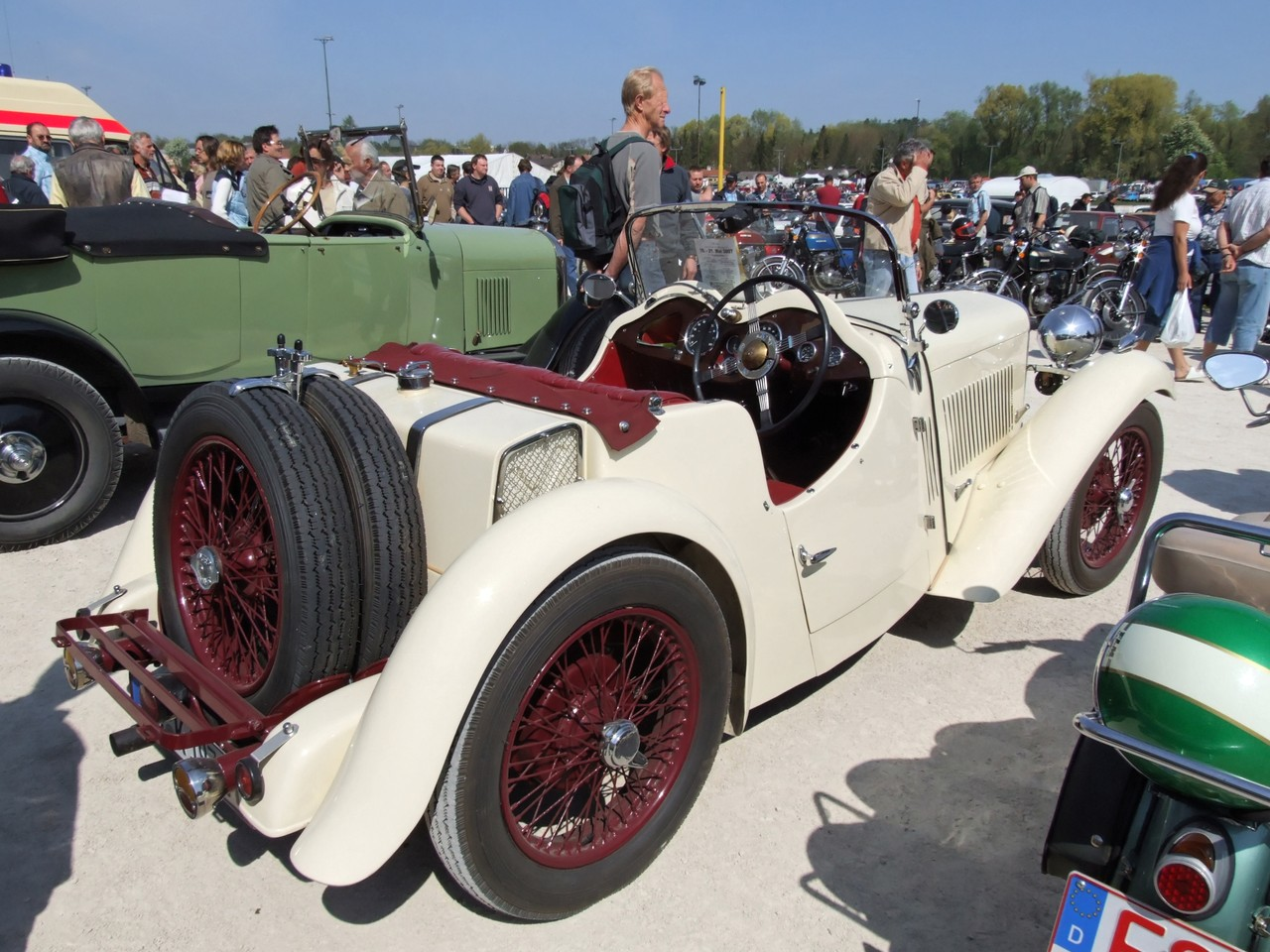
Una Singer del 1934

| Modello             | Anni di produzione | Cilindri / Configurazione   | Cilindrata    | Potenza |
| ------------------- | ------------------ | --------------------------- | ------------- | ------- |
| Ten                 | 1919–1923          | 4 / valvole laterali        | 1097 cm³      |         |
| Fifteen             | 1921–1925          | 6 / valvole laterali        | 1991 cm³      |         |
| 10/25 hp            | 1925–1928          | 4 / valvole in testa        | 1308 cm³      | 19 kW   |
| Eight               | 1926               | 4 / valvole in testa        | 847 cm³       |         |
| 14/34 hp            | 1926–1928          | 6 / valvole in testa        | 1776–1792 cm³ |         |
| Eight Junior        | 1927–1932          | 4 / albero a camme in testa | 848 cm³       | 12 kW   |
| Ten                 | 1927–1932          | 4 / valvole in testa        | 1261 cm³      |         |
| Senior              | 1928–1929          | 4 / valvole in testa        | 1571 cm³      |         |
| Six                 | 1929–1931          | 6 / valvole in testa        | 1920 cm³      |         |
| Senior Six          | 1930–1931          | 6 / valvole in testa        | 1792 cm³      |         |
| Nine                | 1932–1937          | 4 / albero a camme in testa | 972 cm³       | 23 kW   |
| Nine Sports         | 1933               | 4 / albero a camme in testa | 972 cm³       | 26 kW   |
| Fourteen            | 1933               | 6 / albero a camme in testa | 1611 cm³      |         |
| 2 litre             | 1933               | 6 / valvole laterali        | 2050 cm³      | 33 kW   |
| Twelve              | 1933–1935          | 4 / valvole laterali        | 1440 cm³      | 23,5 kW |
| 17.9 hp             | 1934               | 6 / albero a camme in testa | 2160 cm³      |         |
| Eleven Airstream    | 1934–1936          | 4 / albero a camme in testa | 1584 cm³      |         |
| Eleven              | 1934–1937          | 4 / albero a camme in testa | 1459 cm³      | 29 kW   |
| Nine Le Mans        | 1935–1936          | 4 / albero a camme in testa | 972 cm³       | 28 kW   |
| 1 1/2 litre Le Mans | 1935–1936          | 6 / albero a camme in testa | 1493 cm³      | 35 kW   |
| Bantam              | 1935–1937          | 4 / albero a camme in testa | 972 cm³       | 18 kW   |
| Sixteen             | 1935–1937          | 6 / albero a camme in testa | 1993 cm³      |         |
| Super Ten           | 1937–1949          | 4 / albero a camme in testa | 1193 cm³      | 27 kW   |
| Bantam              | 1938–1940          | 4 / albero a camme in testa | 1074 cm³      | 22 kW   |
| Super Twelve        | 1938–1949          | 4 / albero a camme in testa | 1525 cm³      | 31,6 kW |
| Nine                | 1939–1949          | 4 / albero a camme in testa | 1074 cm³      | 26 kW   |

### Modelli 1948–1970
| Modello      | Anni di produzione | Cilindri / Configurazione   | Cilindrata | Potenza    |
| ------------ | ------------------ | --------------------------- | ---------- | ---------- |
| SM 1500      | 1948–1951          | 4 / albero a camme in testa | 1506 cm³   | 35 kW      |
| Nine 4A/AB   | 1949–1951          | 4 / albero a camme in testa | 1074 cm³   | 26,5 kW    |
| SM 1500      | 1951–1956          | 4 / albero a camme in testa | 1497 cm³   | 35–42,6 kW |
| Hunter       | 1954–1956          | 4 / albero a camme in testa | 1497 cm³   | 35–37 kW   |
| Hunter 75    | 1955–1956          | 4 / albero a camme in testa | 1497 cm³   | 55 kW      |
| Gazelle I    | 1956–1958          | 4 / albero a camme in testa | 1497 cm³   | 38,6 kW    |
| Gazelle II   | 1957–1958          | 4 / albero a camme in testa | 1497 cm³   | 38,6 kW    |
| Gazelle IIA  | 1958               | 4 / valvole in testa        | 1494 cm³   | 44,3 kW    |
| Gazelle III  | 1958–1959          | 4 / valvole in testa        | 1494 cm³   | 44 kW      |
| Gazelle IIIA | 1959–1960          | 4 / valvole in testa        | 1494 cm³   | 47 kW      |
| Gazelle IIIB | 1960–1961          | 4 / valvole in testa        | 1494 cm³   | 44 kW      |
| Vogue I      | 1960–1962          | 4 / valvole in testa        | 1592 cm³   | 48,5 kW    |
| Gazelle IIIC | 1961–1963          | 4 / valvole in testa        | 1592 cm³   | 39 kW      |
| Vogue II     | 1963–1964          | 4 / valvole in testa        | 1592 cm³   | 48,5 kW    |
| Gazelle V    | 1963–1965          | 4 / valvole in testa        | 1725 cm³   | 42 kW      |
| Vogue III    | 1964–1965          | 4 / valvole in testa        | 1592 cm³   | 57,7 kW    |
| Chamois I    | 1964–1965          | 4 / albero a camme in testa | 875 cm³    | 28,7 kW    |
| Vogue IV     | 1965–1966          | 4 / valvole in testa        | 1725 cm³   | 59 kW      |
| Gazelle VI   | 1965–1967          | 4 / valvole in testa        | 1725 cm³   | 46 kW      |
| Chamois II   | 1965–1970          | 4 / albero a camme in testa | 875 cm³    | 31 kW      |
| New Vogue    | 1966–1970          | 4 / valvole in testa        | 1725 cm³   | 59 kW      |
| New Gazelle  | 1967–1970          | 4 / valvole in testa        | 1725 cm³   | 46–54,4 kW |